# Cadasari (plaats)
Cadasari is een bestuurslaag in het regentschap Pandeglang van de provincie Banten, Indonesië. Cadasari telt 6396 inwoners (volkstelling 2010).